# Joackim Haddad
Joackim Haddad, né le 20 mars 1999, est un basketteur franco-tunisien.

## Carrière
Formé au Nantes Basket Hermine, il dispute le tournoi qualificatif pour les Jeux olympiques d'été de 2020 avec l'équipe de Tunisie.
Il prend la troisième place durant le championnat arabe des nations 2023 avec la Tunisie.
En octobre 2023, il renforce l'Étoile sportive de Radès.
À l'été 2024, il rejoint l'Union sportive monastirienne.

## Clubs
- ?-2019 : Nantes Basket Hermine (France)
- 2019-2020 : Aix Maurienne Savoie Basket (France, Championnat des espoirs et Pro B)
- 2020-2021 : Stade Marseillais Université Club (France, NM 2)
- 2021-2022 : Étoile Angers Basket (France, NM 1)
- 2022-2023 : AS Kaysersberg Ammerschwihr (France, NM 1)
- 2023-2024 : Étoile sportive de Radès (Tunisie, Pro A)
- depuis 2024 : Union sportive monastirienne (Tunisie)

## Palmarès
- Coupe de Tunisie : 2025
- Super Coupe de Tunisie : 2024
- Champion de France NM 1 : 2022
- Médaille de bronze au championnat arabe des nations 2023 ( Égypte)

## Distinctions personnelles
- Meilleur ailier de la finale de la coupe de Tunisie 2024-2025